# Strövområde

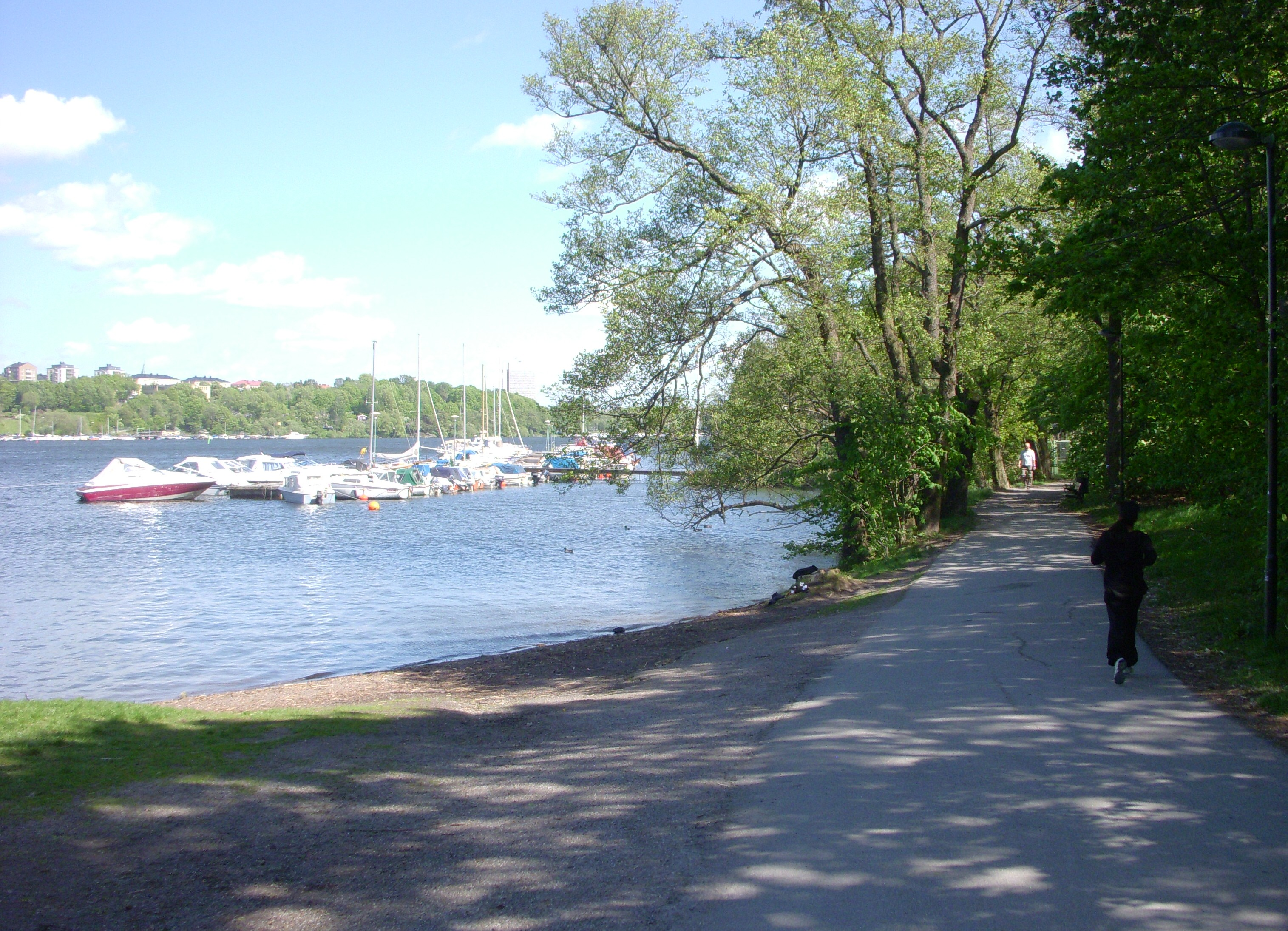
Årsta skog i Stockholm.

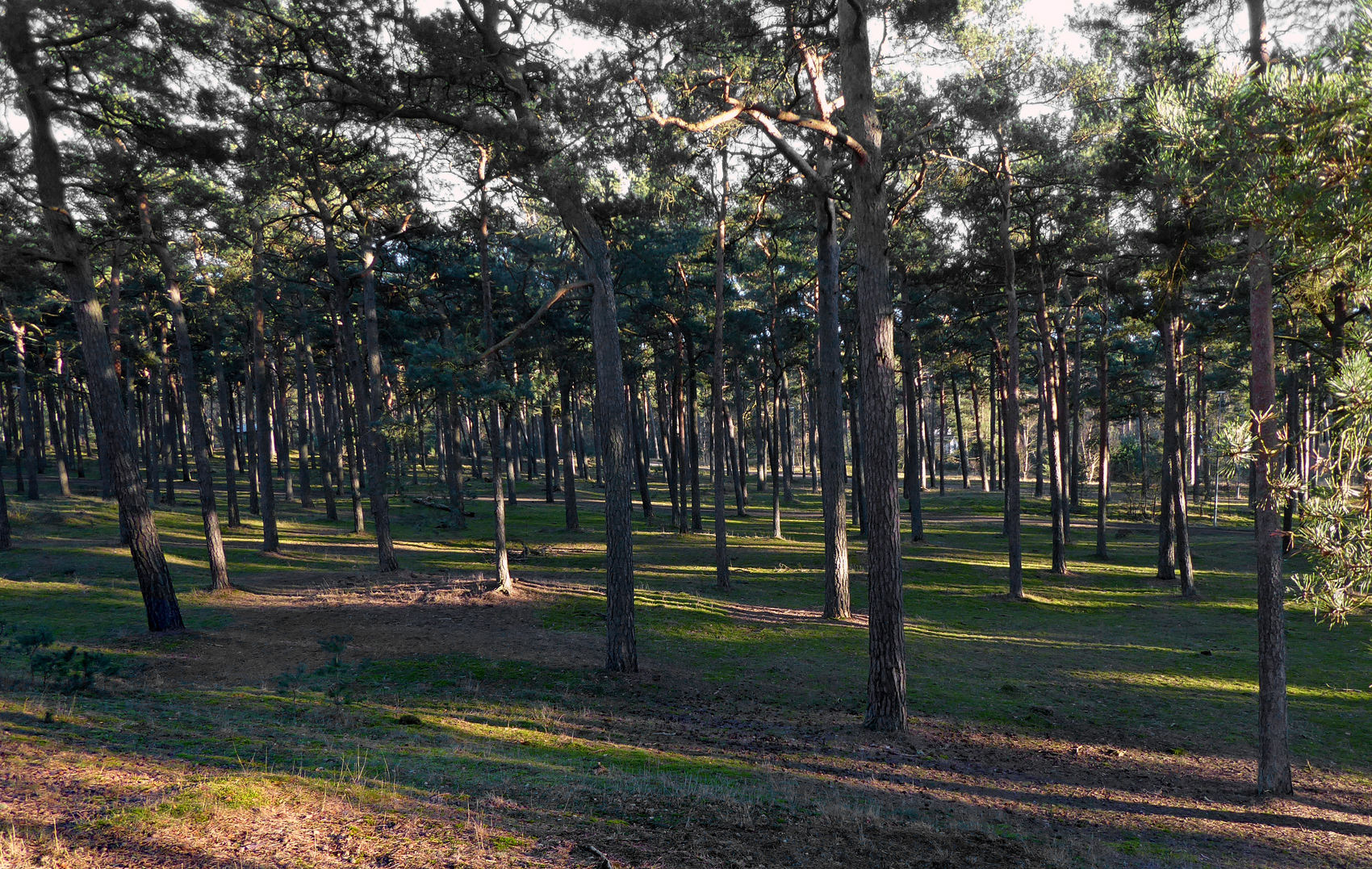
Ystads Sandskog är ett populärt strövområde i Ystads östra utkant.

Ett strövområde är ett område av naturmark eller kulturlandskap i närheten av en tätort, avsett för friluftsliv. Strövområdet kan ha anlagda vandringsleder, gångstigar och elljusspår. Det kan i vissa fall sammanfalla med ett naturreservat.